# Vietato pescare
Vietato pescare (Cat Fishin') è un film del 1947 diretto da William Hanna e Joseph Barbera. È il ventisettesimo cortometraggio animato della serie Tom & Jerry, prodotto dalla Metro-Goldwyn-Mayer e uscito negli Stati Uniti il 22 febbraio 1947. In questo cortometraggio Spike non è un randagio e nemmeno vive con Tom e Jerry, ma fa la guardia a un laghetto privato.

## Trama
Tom va a pescare in un laghetto privato, a cui fa la guardia Spike. Dopo essere sfuggito al cane dormiente, Tom inizia a pescare usando Jerry come esca viva. Presto però il topo si stufa del suo compito (specialmente dopo che Tom lo colpisce sulla testa con una mazza cercando di prendere un luccio), e comincia a usare la coda di Tom come esca. La confusione che si viene a creare sveglia Spike, che appena vede Tom inizia a inseguirlo. Il gatto però sfugge a Spike spingendolo in acqua. In seguito Tom tenta nuovamente di pescare il luccio usando Jerry, ma il topo lega invece la lenza alla zampa di Spike e dà alcuni strattoni. Tom, pensando di aver preso il luccio, tira su la lenza e colpisce la preda con la mazza, ma si accorge di stare colpendo la testa di Spike. Il cane ricomincia a inseguire Tom, che per salvarsi si aggrappa alla lenza che Jerry tiene sospesa da un albero. Jerry può così divertirsi a usare Tom come esca, mentre Spike cerca di morderlo.